# Euploea scherzeri
Euploea scherzeri är en fjärilsart som beskrevs av Cajetan Freiherr von Felder 1862. Euploea scherzeri ingår i släktet Euploea, och familjen praktfjärilar. IUCN kategoriserar arten globalt som sårbar. Inga underarter finns listade i Catalogue of Life.